# Concepción del Sur (ort)
Concepción del Sur är en ort i Honduras.   Den ligger i departementet Departamento de Santa Bárbara, i den västra delen av landet, 130 km nordväst om huvudstaden Tegucigalpa. Concepción del Sur ligger 659 meter över havet och antalet invånare är 1 049.
Terrängen runt Concepción del Sur är kuperad åt sydväst, men åt nordost är den bergig. Runt Concepción del Sur är det ganska glesbefolkat, med 34 invånare per kvadratkilometer. Närmaste större samhälle är Las Vegas, 13,0 km nordost om Concepción del Sur. Omgivningarna runt Concepción del Sur är en mosaik av jordbruksmark och naturlig växtlighet.